# Grad Šumberk
Grad Šumberk (nemško Schönberg) je bil grad, ki leži na grebenu 540 metrov visokega hriba ob lokalni cesti iz Žužemberka proti Zagorici. Danes so na hribu vidne le še razvaline.

## Zgodovina gradu
Grad se v zgodovinskih listinah prvič posredno pojavi okoli leta 1140, ko je v neki listini kot vazal salzburškega škofa podpisan vitez Meginhardus de Sconenberge. Kasneje, v listini iz leta 1147, je Majnhard podpisan že kot grof - Meinhardus comes de Sconenberg. Grad so morda zgradili že pred ali pa kmalu po letu 1106, o čemer pričajo nekateri posredni dokazi. Zgradili naj bi ga grofje Selški, ime pa naj bi mu nadeli po enako imenovanem gradu ob zgornjem toku reke Mure.
Posredno je bil grad kasneje omenjen še v več listinah iz druge polovice 12. stoletja, neposredna omemba gradu pa izvira šele iz leta 1266, ko je v neki listini tedanji lastnik gradu castrum Schonenberch, goriški škof Majnhard, izročil večjo posest v bližini gradu freisinškem škofu Konradu kot odškodnino.
Goriški gospodje naj bi grad prevzeli po smrti Majnharda Šumberško-Črnograjskega (Schönberg/Schwarzenburg) (imenovan po Črnemgradu pri Pazinu), po izumrtju istrske veje goriških grofov pa je leta 1374 Šumberk postal deželnoknežji grad. V njem pa je takrat še vedno živela rodbina Šumberških, ki je gospodarila z gradom vse do smrti zadnjega med njimi, Hansa II. Z njegovo smrtjo leta 1443 je grad prešel pod Turjačane, ki so imeli v lasti enega od grajskih stolpov že od leta 1335 dalje in so si s tem ustvarili dobro podlago za kasnejši prevzem gradu in gospostva v svoje roke. Tega leta sta namreč brata Niklas in Ditrik s Šumberka s Turjačanoma Volkerjem in Herbardom podpisala listino o skupni obrambi Šumberka. Tako so sklenili, da bo del gradu v skupni lasti in, da bodo skupaj zgradili cisterno za vodo. Leta 1355 je nastala še ena listina, v kateri je zapisano, da Zofija Šumberška, njen sin Ulrik in njegova žena Neža za 55 mark oglejskih pfenigov predajajo del gradu in dele pripadajoče zemlje svojemu stricu, Ditriku Šumberškemu.
Turjačana Engelhard Turjaški in Volker Turjaški sta bila tudi krvna sorodnika šumberških gospodov in sta tako na podlagi dedovanja in obstoječih listin prevzela grad po izumrtju Šumberških. Novi lastniki so šumberški grad po letu 1463 na novo pozidali, o čemer priča Janez Vajkard Valvasor v knjigi Slava vojvodine Kranjske, kjer citira listino z dne 28. februarja leta 1463, s katero je cesar Friderik III. Habsburški dovolil Turjaškim gospodom Engelhardu Turjaškemu in njegovim stricem Hansu, Viljemu in Juriju, da lahko šumberški grad na novo pozidajo zaradi storjenih uslug in zaradi pomoči zoper njegovega brata vojvodo Albrechta pri obleganju Dunaja. S to listino so Turjačani lahko grad utrdili in ga pripravili za obrambo.
Ob podedovanem šumberškem gospostvu so se Turjačani leta 1467 razdelili na dve veji. Viljem je skupaj z bratom Jurijem dobil grad Šumberk s pritiklinami, ta pa je tako postal sedež šumberške veje Turjaških, ki je dala znamenitega vojaškega poveljnika Andreja Turjaškega. Veja je na začetku 17. stoletju izmurla, šumberške posesti pa so bile združene z glavno turjaško vejo, ki je medtem prenesla središče svojih posesti na Kočevsko. Ta se je nato sredi 17. stoletja znova razdelila na grofovsko in knežjo vejo, ki je prevzela tudi šumberško gospostvo.

## Arhitektura
Grad Šumberk je dokončno razpadel v začetku 18. stoletja. Danes je najbolje ohranjen romanski, sicer v poznogotski dobi predelani palacij s tri metre debelimi stenami. Ta je ohranjen do višine drugega nadstropja, lepo pa je vidno stopničasto tanjšanje sten proti vrhu. Deloma je ohranjen tudi obrambni stolp, ki je bil vpet v severni del obzidja se mu je le-to na treh mestih skoraj povsem približalo. Šumberk tako predstavlja značilen primer romanske stolpaste pozidave z obodnimi zidovi različne debeline. V ostanku palacija in stolpa je še danes razvidna lepa plastovita zidava iz klesanega in lomljenega kamenja. Delno ohranjen je še šivani vogal stolpa, pa tudi več romanskih oz. gotskih svetlobnih lin. Tik pod grajskimi razvalinami je ohranjena tudi grajska kapela sv. Katarine, ki je bila zgrajena še v romanski dobi in je imela v času Valvasorja še polkrožno apsido.

## Legende
O gradu in njegovih razvalinah še danes krožijo številne legende. Ena izmed njih govori o nastanku gradu, ki naj bi nastal v istem času kot grad Kozjak, sezidala pa naj bi ju brata velikana. Brata naj bi si orodje podajala po zraku, kadar pa sta bila žejna, sta se sklonila in pila vodo iz Temenice.
O grajskih razvalinah pa je najbolj zanimiva legenda o grajski kleti. Po tej pripovedki naj bi bila pod ruševinami gradu ohranjena globoka klet, v kateri so tri kadi, polne zlata in srebra. Zaklad varuje črn pes, ki mu iz gobca šviga plamen, poleg tega pa se okoli srednje kadi ovija velikanska bela kača s svetlo krono z vdelanim diamantom na glavi. Ta kača naj bi bila zakleta kraljična, ki čaka na pogumnega mladeniča, da jo reši. Ta mladenič bo rojen na kresni večer ob polnoči, in bo kačo ogovoril v božjem imenu. Takrat bo prekletstvo prekinjeno, prelepa kraljična pa bo postala mladeničeva žena. Pripovedka tudi pravi, da bo zibelka rešitelja zgrajena iz lesa smreke, ki raste med grajskimi razvalinami. Ker pa se je smreka posušila, je grad še vedno porušen, kraljična pa je še vedno ujeta v kačje telo.
Grad je dogajališče vsaj dve slovenskih zgodovinskih povesti, Jurčičeve nedokončane Janez Gremčič in Zorčeve Beli menihi.